# Единорог (подводная лодка)
«Единорог» — подводная лодка российского императорского флота типа «Барс». Построена в 1915—1916 годах, входила в состав Балтийского флота. Затонула в марте 1918 года во время Ледового похода.

## История строительства
Подводная лодка «Единорог» изначально предназначалась для морских сил Дальнего востока, и 18 марта 1914 года её зачислили в списки Сибирской флотилии. В ходе Первой мировой войны, 27 февраля 1915 года, зачислена в состав Балтийского флота. Лодка была заложена 1 августа 1915 года на Балтийском заводе в Санкт-Петербурге. В июле 1916 года спущена на воду и зачислена в состав 5-го дивизиона Дивизии подводных лодок Балтийского моря.
Из-за отсутствия заложенных в проекте мощных дизелей (2х1320 л. с.) «Единорог» получил два дизеля фирмы «Нью-Лондон» по 420 л. с. По результатам эксплуатации первых кораблей проекта от глубоких вырезах в бортах было решено отказаться, и бортовые торпедные аппараты «Единорога» размещались в полуметровой глубины нишах, по образцу подводной лодки «Тигр». Артиллерийское вооружение состояло из одного орудия калибра 75 мм, одного калибра 57 мм с длиной ствола 40 калибров (2,28 м). Для противовоздушной обороны дополнительно были установлены 37-мм орудие и пулемёт 7,62 мм.
В декабре 1916 года «Единорог» под командованием лейтенанта К. Н. фон Эльснера вступил в строй.

## История службы
Сразу после вступления в строй, зимой 1916—1917 года, «Единорог» использовался для испытания складной английской радиомачты с радиостанцией мощностью 5 кВт. В августе 1917 года лодка перешла в Гангэ, и 12 сентября вышла в свой первый боевой поход. Почти сразу после выхода, проходя в надводном положении мимо острова Эрэ, «Единорог» из-за навигационной ошибки, возможно умышленной, так как её экипаж симпатизировал большевикам, на максимальной скорости наскочил на подводные камни и получил тяжёлые повреждения. Через 10 минут после аварии экипаж покинул лодку. По одной версии лодка затонула на глубине 14 метров через 15 минут после столкновения, по другой версии — она села на камни, была снята с них подошедшими буксирами, отведена в Гельсингфорс и затонула уже там. Так или иначе, 24 октября 1917 года спасательное судно «Волхов» подняло лодку и доставило её в Ревель для ремонта.
9 марта 1918 года, когда советские корабли были вынуждены в тяжёлых ледовых условиях переходить в Гельсингфорс, чтобы не достаться наступающим немцам, «Единорог» всё ещё не был отремонтирован, а двигатели с него были сняты, поэтому лодку для перехода взял на буксир использовавшийся в качестве плавбазы броненосец «Пётр Великий». Сжатый льдами корпус «Единорога» начал пропускать воду, которую в условиях обесточенного корабля было нечем откачивать. Постепенно корма лодки заполнилась водой, экипаж перешёл на броненосец, и «Единорог», встав почти вертикально на дыбы, затонул в Финском заливе, к северу от маяка Кокшер.
В мае 2009 года эстонские исследователи сообщили об обнаружении остова русской подводной лодки. Велло Масс из Морского музея Эстонии опознал находку как подводную лодку «Единорог».

## Командиры
- октябрь 1915 — май 1916: Н. К. Нордштейн
- октябрь 1916 — февраль 1917: К. Н. фон Эльснер
- февраль-март 1917: Л. А. Трофимов Л. А. (врио)